# Ermita de Santa Bárbara de Bolbaite
La ermita de Santa Bárbara es una ermita situada en el monte Bolantín, en el municipio de Bolbaite. Es Bien de Relevancia Local con identificador número 46.22.073-004.

## Historia
El templo fue construido a finales del siglo XVII y ha sido objeto de reformas y alteraciones a lo largo de su existencia.

## Descripción
El monte Bolantín, también llamado Cerro de la Ermita, es una elevación arbolada de 350 m, situada a unos 600 m al NNW de la población, con vistas sobre la misma. El acceso al emplazamiento del templo se realiza por un camino asfaltado que surge desde la carretera CV-580 hacia el este, a aproximadamente 1 km al norte de la población.
Se trata de una pequeña capilla de planta rectángular, exenta y cimentada sobre una plataforma. Se cubre con cubierta de tejas a dos aguas. Está  pintada toda de blanco salvo los sillares de sus esquinas y el poyo corrido de piedra rodea todo el edificio. En la parte posterior, formando un mismo cuerpo con la capilla pero de menor altura que esta y con un tejado independiente a un agua, se encuentra adosada la casa del ermitaño.
La fachada está dividida en dos partes por una imposta. En el centro de la inferior se abre una puerta emplanchada y adintelada, rodeada por una cenefa pintada. En vertical sobre la puerta hay un óculo circular y sobre este el nombre de la ermita en azulejos. A ambos lados, casi en los sillares de las esquinas, hay dos grandes faroles metálicos. Sobre la imposta se desarrolla el acroterio, hay un mural cerámico con la imagen de la titular y sobre este se encuentra la espadaña con campana. Sobre la espadaña se alza una cruz.
La campana fue fabricada hacia 1960 por Hermanos Roses, de Silla.
El interior es también de planta rectangular. Su suelo se cubre de baldosas blancas y negras que forman figuras geométricas. El techo es plano. La decoración más relevante son unas pinturas murales obra de José Antonio Espinar. En el testero se encuentra un retablo, restaurado por el mismo autor de los murales, y en una hornacina una talla de Santa Bárbara.